# Gunnel Broström

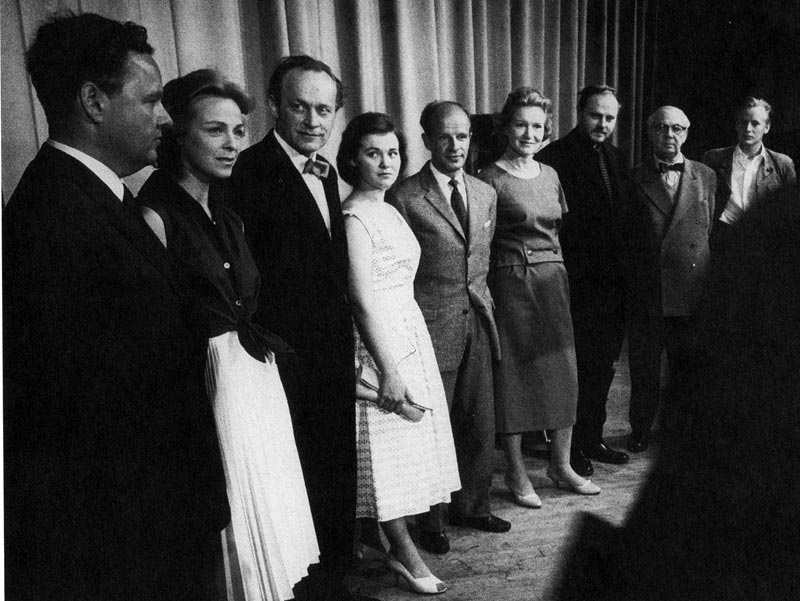
Gunnel Broström (andra från vänster) tillsammans med övriga skådespelare i TV-teaterensemblen 1958/59.

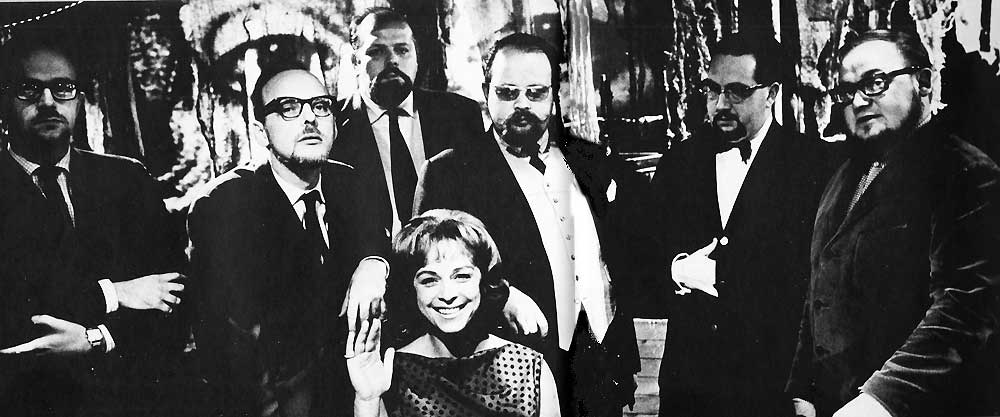
Gunnel Broström och herrarna i den humoristiska tv-serien Skäggen från 1963. Från vänster:
Lasse O'Månsson, Edvard Matz, Beppe Wolgers, Åke Söderqvist, Jan-Öjvind Swahn och Yngve Gamlin samt längst fram Gunnel Broström.

Gunnel Ester Margareta Broström-Olivecrona, född 25 oktober 1921 i Matteus församling, Stockholm, död 28 juni 2012 i Lidingö församling, Stockholms län, var en svensk skådespelare och regissör.

## Biografi
Gunnel Broström studerade vid Dramatens elevskola 1941–1943 och gjorde under första elevåret scendebut i Dramatens uppsättning av operetten Orfeus i underjorden. Vid denna tid gjorde hon även sin filmdebut i Gustaf Molanders Rid i natt! (1942). 1943 spelade hon Kristina Sparre i Staffan Tjernelds Kungen dansar på Skansenteatern. Efter studierna engagerades hon vid Dramaten 1943–1949, där hon fick sitt genombrott i Alf Sjöbergs uppsättning av Jean-Paul Sartres Stängda dörrar (1946).  
År 1949 flyttade Broström till USA men återvände ett par år senare utan att ha gjort karriär där. Vid mitten av 1950-talet engagerades hon en kort tid vid Helsingborgs stadsteater och därefter vid Göteborgs stadsteater 1955–1958. Hon blev sedan medlem i den första TV-teaterensemblen 1958 för att mellan 1960 och 1967 åter engageras vid Dramaten.
Broström anställdes 1967 vid Sveriges television som dokumentärproducent. Hon regisserade för TV även en rad teateruppsättningar, bland annat Tennessee Williams Glasmenageriet (1967) och Strindbergs Den starkare (1978).
Gunnel Broström medverkade under sin karriär i ett trettiotal filmer varav de mest kända är Gustaf Molanders Rid i natt! (1942), Arne Mattssons Salka Valka (1954), Ingmar Bergmans Smultronstället (1957), Vilgot Sjömans Jag är nyfiken blå (1968) och Mai Zetterlings Amorosa (1986).
När Broström var drygt sjuttio år samarbetade hon med den fria teatergruppen Teater 9 i Stockholm, bland annat i en uppsättning 1992 i vilken hon gestaltade Karen Blixen.
Hon tilldelades Teaterförbundets Anders de Wahl-stipendium 1948, Teaterförbundets Gösta Ekman-stipendium 1959 och Svenska Dagbladets Thaliapris 1964.
Gunnel Broström var från 1958 gift med journalisten Gustaf Olivecrona (1924–2005), med vilken hon fick en son och en dotter.
Broström är begravd på Bromma kyrkogård i Stockholms län. 

## Filmografi i urval
- 1942 – Rid i natt!
- 1942 – En äventyrare
- 1944 – Släkten är bäst
- 1944 – Skeppar Jansson
- 1946 – Peggy på vift
- 1946 – Barbacka
- 1946 – Klockorna i Gamla Sta'n
- 1947 – Brott i sol
- 1947 – Rallare
- 1948 – Intill helvetets portar
- 1949 – Svenske ryttaren
- 1952 – Ubåt 39
- 1954 – Storm över Tjurö
- 1954 – Salka Valka
- 1955 – Paradiset
- 1956 – Ett dockhem
- 1957 – Smultronstället
- 1958 – Bock i örtagård
- 1959 – Ryttare i blått
- 1961 – Swedenhielms (TV-pjäs)
- 1963 – Prins Hatt under jorden
- 1963 – Skäggen (TV-serie)
- 1965 – En kopp te (TV-teater)
- 1967 – Stimulantia
- 1967 – Tvärbalk
- 1968 – Jag är nyfiken blå
- 1972 – Mannen från andra sidan
- 1974 – Erik XIV (TV-pjäs)
- 1979 – Kristoffers hus
- 1979 – Charlotte Löwensköld
- 1981 – Kallocain (TV-serie)
- 1986 – Amorosa
- 1988 – Påsk (TV-film)

## Regi
- 1965 – Ateljé Mia (TV)
- 1967 – Glasmenageriet (TV)
- 1968 – Lekar i kvinnohagen (TV)
- 1968 – Fordringsägare (TV)
- 1969 – Samtal med en död (TV)
- 1969 – Blanco Posnets hängning (TV)
- 1971 – Leka med elden (TV)
- 1978 – Den starkare (TV)
- 1978 – Stulet nyår (TV)

## Teaterroller (ej komplett)
| År   | Roll                                  | Produktion                                                           | Regi             | Teater                              |
| ---- | ------------------------------------- | -------------------------------------------------------------------- | ---------------- | ----------------------------------- |
| 1943 | Kammarjungfrun                        | Kungen Robert de Flers, Emmanuel Arène och Gaston Arman de Caillavet | Rune Carlsten    | Dramaten                            |
| 1947 | Magdalena                             | Bernardas hus Federico García Lorca                                  |                  | Dramaten, 1 november 1947           |
| 1948 | Catherine, Albertus och Marias dotter | De vises sten Pär Lagerkvist                                         | Alf Sjöberg      | Dramaten 27 februari 1948           |
| 1948 | Jeannette                             | Romeo och Jeannette (Roméo et Jeannette) Jean Anouilh                | Per-Axel Branner | Nya Teatern                         |
| 1953 | Margot Wendice                        | Slå nollan till polisen Frederick Knott                              | Hasse Ekman      | Intiman                             |
| 1954 | Laura Reynolds                        | The och sympati Robert Anderson                                      | Gunnar Ekström   | Helsingborgs stadsteater            |
| 1954 |                                       | Skådespelaren Rudolf Värnlund                                        | Johan Falck      | Helsingborgs stadsteater            |
| 1954 | Iduna                                 | Oh, mein Papa! Paul Burkhard, Jürg Amstein, Robert Gilbert           | Åke Engfeldt     | Helsingborgs stadsteater            |
| 1955 | Christina                             | Kristina August Strindberg                                           | Johan Falck      | Helsingborgs stadsteater            |
| 1955 | Maggie                                | Katt på hett plåttak Tennessee Williams                              | Åke Falck        | Göteborgs stadsteater, 1955         |
| 1956 | Lavinia                               | Klaga månde Elektra Eugene O'Neill                                   | Åke Falck        | Göteborgs stadsteater, 28 mars 1956 |
| 1957 | Hedda Gabler                          | Hedda Gabler Henrik Ibsen                                            | Åke Falck        | Göteborgs stadsteater, 23 mars 1957 |
| 1959 | Alexandra del Lago                    | Ungdoms ljuva fågel Tennessee Williams                               | Per Gerhard      | Vasateatern                         |
| 1961 | Marta                                 | Kattorna Walentin Chorell                                            | Mimi Pollak      | Dramaten                            |
| 1963 | Thérèse Magneau, Estelles mor         | Victor eller När barnen tar makten Roger Vitrac                      | Mimi Pollak      | Dramaten                            |
| 1963 | Lucy Lockit                           | Tiggarens opera John Gay                                             | Per-Axel Branner | Dramaten                            |
| 1964 | Nan Fei, ärkekonkubin                 | Tre knivar från Wei Harry Martinson                                  | Ingmar Bergman   | Dramaten                            |
| 1965 | Miss Alice                            | För Alice Edward Albee                                               | Ingmar Bergman   | Dramaten                            |
| 1966 | Eva                                   | Herr Puntila och hans dräng Matti Bertolt Brecht                     |                  | Dramaten, 21 april 1966             |
| 1974 | Gertrud                               | Hamlet William Shakespeare                                           |                  | Dramaten, 11 april 1974             |

## Radioteater

### Roller
| År   | Roll        | Produktion                          | Regi        |
| ---- | ----------- | ----------------------------------- | ----------- |
| 1944 | Stina, piga | Auktion Josef Briné och Nils Ferlin | Lars Madsén |